# Tukuran
Tukuran là một đô thị cấp bốn ở tỉnh Zamboanga del Sur, Philippines. Theo điều tra dân số năm 2000, đô thị này có dân số 33.747 người trong 6.760 hộ.

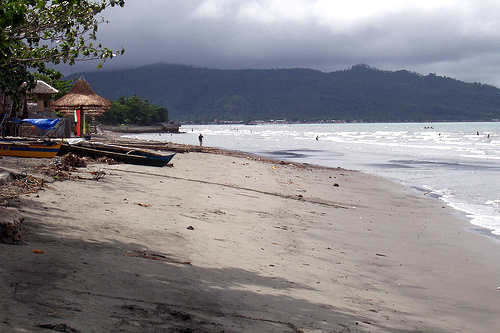
Cảnh bãi biển Tukuran

Kinh tế chủ yếu là nông nghiệp.

## Các đơn vị hành chính
Tukuran, về mặt hành chính, được chia thành 25 khu phố (barangay).
| - Alindahaw - Baclay - Balimbingan - Buenasuerte - Camanga - Curvada - Laperian - Libertad - Lower Bayao - Luy-a - Manilan - Manlayag - Militar | - Navalan - Insot - Sambulawan - San Antonio - San Carlos (Pob.) - Santo Niño (Pob.) - Santo Rosario - Sugod - Tabuan - Tagulo - Tinotungan - Upper Bayao |